# Biton gariesensis
Espèce
Synonymes
- Daesia gariesensis Lawrence, 1931

Biton gariesensis est une espèce de solifuges de la famille des Daesiidae.

## Distribution
Cette espèce est endémique d'Afrique du Sud.

## Description
Le mâle décrit par Roewer en 1933 mesure 18 mm et la femelle 22 mm.

## Étymologie
Son nom d'espèce, composé de garies et du suffixe latin -ensis, « qui vit dans, qui habite », lui a été donné en référence au lieu de sa découverte, Garies.

## Publication originale
- Lawrence, 1931 : New South African Solifugae. Annals of the South African Museum, vol. 30, p. 131–136 (texte intégral).